# Giro cingulado
El giro cingulado, también conocido en neuroanatomía como giro del cíngulo, circunvolución del cíngulo, giro cingular, gyrus cinguli o —abreviadamente— cingulum, es una circunvolución o gyrus en el área media del cerebro que cumple funciones determinantes en la actividad cerebral del sistema límbico; se encuentra hacia el borde o limbo de la corteza cerebral.

## Nombre
Gyrus cinguli en latín se traduce como giro, vuelta o circunvolución (con aspecto de) cinturón, esto debido al aspecto anatómico macroscópico que presenta en una disección anatómica de tipo sagital.

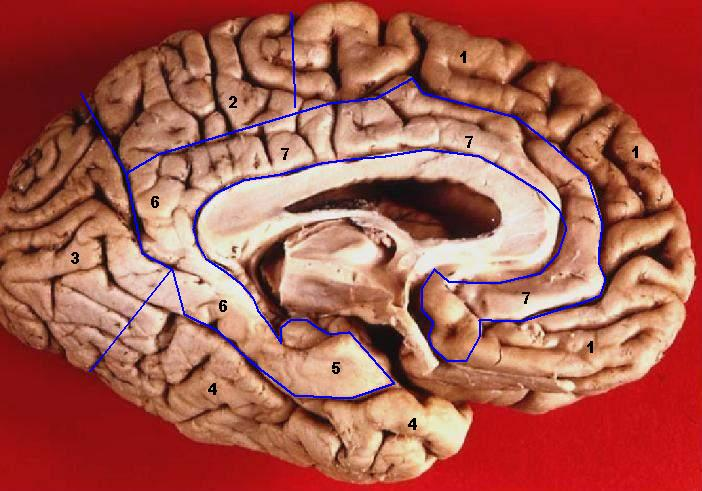
Corte medial sagital de un cerebro humano, el área señalada con 7 corresponde al giro cingulado.

## Disposición anatómica
Envuelve parcialmente al cuerpo calloso (corpus callosum) que es por su parte el nexo entre los dos hemisferios cerebrales; concretamente el giro cingulado está delimitado por un área llamada cisura callosa marginal o surco cingulado. La parte inferior del giro cingulado se enrolla sobre sí misma (con forma de espiral logarítmica) y resulta ser la quinta circunvolución del área temporal del cerebro, El uncus (palabra que en latín significa gancho debido a su forma), la parte del giro cingulado relacionada con la corteza cerebral es denominada corteza cingulada o córtex cingulado. 
Se encuentra en la porción marginal de la corteza cerebral, en la superficie interna del hemisferio cerebral, y nace a nivel del cíngulo del cuerpo calloso, donde se une con el extremo anterior de la circunvolución perpendicular interna y forma un lobulillo diminuto denominado encrucijada olfatoria o centro de Broca. Desde el pico, se dirige primero de atrás hacia adelante, luego rodea la rodilla  del cuerpo calloso y se prolonga hasta el rodete. En este punto se continúa con el giro parahipocampal. Forma una parte importante del sistema límbico.

### Límites
Se halla limitado por el "surco calloso marginal" hacia arriba y por el "surco del cuerpo calloso" por abajo. En su parte posterior está separada del lóbulo cuadrado por un pequeño surco anteroposteior de segundo orden que es el llamado "surco subparietal", prolongación hacia atrás de la "cisura callosomarginal".
La circunvolución del cuerpo calloso se origina al nivel del pico del cuerpo calloso y se dirige hacia adelante; rodea luego de abajo arriba la rodilla de dicho cuerpo y se vuelve hacia atrás, siguiendo la cara superior del cuerpo calloso hasta alcanzar el rodete de este. Aquí termina al continuarse con la circunvolución del hipocampo por una porción estrecha que forma el pliegue de paso entre el lóbulo temporal y la circunvolución del cuerpo calloso, y que recibe el nombre de "pliegue temporolímbico".

## Conexiones (aferencias y eferencias)
El giro cingulado recibe información aferente (inputs) desde el núcleo anterior y el tálamo así como neocórtex, y también se conecta con las áreas somatosensorial de la corteza cerebral, estas se proyectan hacia el córtex entorhinal a través del giro cingulado.

## Funciones
Se considera que el giro cingulado es parte integrante del sistema límbico y que se encuentra involucrado en la formación de emociones, procesamiento de datos básico referidos a la conducta, aprendizaje y memoria.